# Berlin–Cottbus–Berlin 1951
Berlin–Cottbus–Berlin 1951 war die 33. Austragung des traditionsreichen Rennens von Berlin in den Spreewald nach Cottbus und zurück nach Berlin. Ausgetragen wurde das Rennen am 22. April über 260 Kilometer für die Fahrer aller Altersklassen im Radsportverband der DDR.

## Rennverlauf
Am Start fehlten die Auswahlfahrer, die sich für die Teilnahme an der Internationalen Friedensfahrt vorbereiteten, dafür waren Mannschaften aus Bochum und Wuppertal vertreten. Die 216 Fahrer der Allgemeinen Klasse gingen mit vier Minuten Vorgabe ins Rennen und konnten, begünstigt von starkem Rückenwind, ihren Vorsprung bis zur Wendemarke in Cottbus verteidigen. Nach einer Verpflegungspause von 20 Minuten wurde das Rennen fortgesetzt. Bei Vetschau kam es dann zum Zusammenschluss der beiden großen Felder. Trotz vieler Versuche konnte sich kein Fahrer mehr absetzen. 21 Fahrer sprinteten dem Ziel entgegen. Kirchhoff gewann den Endsprint klar gegen Gräbner.

## Ergebnis
|     | Fahrer             | Ort                      | Zeit (h) |
| --- | ------------------ | ------------------------ | -------- |
| 01. | Rudi Kirchhoff     | RV Semper Berlin         | 8:03:31  |
| 02. | Werner Gräbner     | RV Semper Berlin         | 8:03:31  |
| 03. | Werner Gallinge    | BSG Einheit Berliner Bär | 8:03:31  |
| 04. | Herbert Hannemann  | NRVg Luisenstadt         | 8:03:31  |
| 05. | Horst Schellhammer | NRVg Luisenstadt         | 8:03:31  |
| 06. | Jakob              | BSG Rotation Berlin      | 8:03:31  |
| 0 … |                    |                          |          |